# Гартман, Владимир Александрович
Владимир Александрович Гартман (1873—?) — русский архитектор, гражданский инженер. Автор ряда зданий в Санкт-Петербурге.

## Биография
Окончил Институт гражданских инженеров императора Николая I в 1899 году. В 1900 году поступил на должность младшего помощника инспектора в Институте гражданских инженеров. Архитектор Императорского фарфорового и стекольного заводов, ревизор-техник Контроля министерства Императорского двора.

## Проекты и постройки
- Корпуса химической фабрики Мартенса. Набережная Чёрной речки, 41 (1900-е);
- Доходный дом. 8-я линия В. О., 35 (1903, перестроен);
- Доходный дом. Ораниенбаумская улица, 13 (1903);
- Доходный дом. Красносельская улица, 3—5 (1903);
- Доходный дом. Стрельнинская улица, 10 (1903);
- Доходный дом. Большой проспект Петроградской стороны, 17 (1905).